# Сайко Тарас
Сайко Тарас (біл. Тарас Сайка; нар. 1906, Липськ, тепер Ганцевицький район — 26 вересня 1973) — протестантський пастор, релігійно-культурний та громадський діяч білоруської діаспори в США, учасник білоруського християнського руху XX століття, меценат.

## Біографія
Народився в селянській родині білоруських православних. Початкову освіту здобув удома. Служив у польській армії. Після служби повернувся до Липська. Він прийняв святе хрещення. За матеріальної підтримки місії «Свет на Востоке» він побудував молитовний дім у Липську. З другої половини 1930-х років очолював місцеву баптистську церкву в Липську. Під час Другої світової війни його відправили на біблейські курси до духовної семінарії у Відні (Німеччина).
З 1950 року у Сполучених штатах Америки. Він жив і працював у Міннеаполісі, штат Міннесота. Ініціатор перекладу Біблії білоруською мовою. З питань перекладу він багато листувався з білоруськими світськими та релігійними діячами в еміграції Яном Петровським, Яном Рапецьким, Яном Станкевичем. Один з організаторів та координаторів Білоруського біблійного комітету з перекладу Біблії. Діяч білоруського протестантського руху в США. Брав участь у конгресі представників білоруських євангельських християн у Канаді (8—9 вересня 1973).